# Жорданія Андрій Дмитрович
Андрій (Андро) Дмитрович Жорданія (груз. ანდრო ჟორდანია, рос. Андрей Дмитриевич Жордания, 4 листопада 1904, Тифліс, Російська імперія — 25 квітня 1974, Тбілісі, СРСР) — радянський футболіст, Заслужений майстер спорту (1944), Заслужений тренер СРСР (1960).

## Кар'єра
Як футболіст грав за команди Тбілісі, Дніпропетровська та Іванова. Призер чемпіонатів СРСР. Виступав за збірні Тбілісі, Грузії, Закавказзя, України, Дніпропетровська та Іваново-Вознесенська. У 1931 входив до складу збірної СРСР.
Тренерську кар'єру розпочав в Іванові. Жорданія був граючим тренером «Основи», з якою він виграв кубок РРФСР у 1940 році.У фінальному матчі івановці обіграли саме московське «Торпедо».
Був учасником радянсько-німецької війни і кавалерами бойових орденів.
Після війни Жорданія очолював тбіліське «Динамо», яке під його керівництвом займало в чемпіонаті СРСР призові місця і в 1946 році грало в фіналі Кубка. Але через свій важкий характер і невміння, за словами сучасників, ладнати зі спортивним начальством він надовго був відправлений у другій футбольний ешелон, де також досяг успіху.
Організована в 1948 році молодіжна команда «Спартак» під його керівництвом стала чемпіоном Грузії, а в наступному році, здобувши в групі 20 перемог поспіль і перемігши у важкому відбірковому турнірі в Ростові, перейшла в клас «А». Тут «Спартак» виступав протягом двох років (1950—1951) і за цей час зумів здобути цілу серію сенсаційних перемог над сильними командами Радянського Союзу. У 1951 році з незрозумілих причин «Спартак» був розформований місцевим спортивним керівництвом.
Потім Жорданія знову повертається в Іваново і протягом 3 років керує «Червоним прапором». У 1953 році івановці займають перше місце в 2-й підгрупі класу «Б» (серед 10 команд), а в фінальному турнірі — 4-е місце серед 6 команд. Третє місце давало путівку в клас найсильніших команд Радянського Союзу — це є найвищим досягненням цієї команди за всю її історію.
Потім Жорданія повернувся в тбіліське «Динамо». З командою йому вдалося завоювати бронзові медалі чемпіонату СРСР і вивести її в фінал кубка СРСР. З «Динамо» Жорданія пішов в 1961 році, а в 1964 році очолив в класі «А» кутаїське «Торпедо», що опинилось в катастрофічному становищі, будучи головним кандидатом на виліт з класу «А». Очоливши команду, Андро Жорданія зумів утримати команду в еліті, перемігши в кінці чемпіонату в гостях московське «Динамо», а потім в матчі перегравання «Волгу» з Горького — 4:2. Однак навесні 1965 року Жорданія був змушений покинути команду.
Останньою його командою була «Мешахте» (Ткібулі). З аутсайдера чемпіонату Грузії йому вдалося зробити команду, що гідно виступала в класі «Б» всесоюзного чемпіонату.

## Досягнення

### Гравця
- Срібний призер чемпіонату СРСР: 1931
- Бронзовий призер чемпіонату СРСР: 1924

### Тренера
- Бронзовий призер чемпіонату СРСР: 1946, 1947, 1959
- Володар кубка УРСР з футболу: 1940

## Пам'ять
- З 1975 року сільські команди Грузії розігрують Кубок його пам'яті.
- З 1994 року кращий тренер Грузії удостоюється премії імені Жорданії.
- У Грузії популярною газетою «Сахалхо газеті» він був названий найкращим тренером Грузії XX століття, поряд з Нодаром Ахалкаці та Анатолієм Норакідзе.
- Автор книги «Думки про грузинський футбол».